# DG Flugzeugbau DG-1000
El DG Flugzeugbau DG-1000 es un planeador de la Clase Two Seater (Biplaza), construido por la alemana DG Flugzeugbau. Dispone de motor y hélice retráctiles. Voló por primera vez en julio de 2000 en Speyer, Alemania. Existen cuatro modelos, con alas de 18 y 20 m de perfil HQK-51. La última versión DG-1001 reemplazó al DG-505 en la línea de producción.

## Diseño y desarrollo
Con las alas de 18 m de envergadura, está totalmente certificado para realizar acrobacias (+7 -5 g); con las de 20 m, está certificado para realizar acrobacias limitadas (+5 -2,65 g).
El motor (en el DG-1000T) está montado en un soporte por detrás de la cabina doble. Hay una caja reductora (2,3:1,0) entre el motor y la hélice bipala de materiales compuestos de fibra de carbono. La hélice fue diseñada y construida en la fábrica de DG.

## Historia operacional
En 2011, el DG-1000 fue seleccionado por la USAF como reemplazo para el TG-10 Blaník. Sirve como entrenador básico de vuelo sin motor para los cadetes en la Academia de la Fuerza Aérea de los Estados Unidos. También se usa como plataforma primaria de competición del Equipo de Demostraciones Acrobáticas de la Academia de la USAF. Su designación en la misma es TG-16A.

## Variantes
DG-1000T
Motor retráctil montado en soporte, por detrás de la cabina, con caja reductora de 2,3:1, moviendo una hélice bipala de materiales compuestos de fibra de carbono, diseñada y producida por DG.
DG-1001
Versión refinada con retracción eléctrica del tren de aterrizaje.
DG-1001e neo
Equipado con sostenedor eléctrico frontal, previsto para 2020.
TG-16A
Designación de la USAF. Usado para entrenar cadetes en el vuelo sin motor en la Academia de la Fuerza Aérea estadounidense, reemplazando al LET TG-10 Blaník.
Akaflieg Karlsruhe AK-9 (DG-1000J)
Se instaló un turborreactor de 0,4 kN (90 lbf) en un DG-1000 biplaza. En cooperación con el Institute for Thermal Flowengine del KIT, se investigó el comportamiento del turborreactor AMT Titan del fabricante neerlandés Draline, mejorado y equipado con un atenuador de escape.

## Operadores
Australia
- Real Fuerza Aérea Australiana: 8[6]

 Estados Unidos
- Fuerza Aérea de los Estados Unidos[7]

 Indonesia
- Fuerza Aérea del Ejército Nacional de Indonesia: 3[8]

## Especificaciones (DG-1000T)

### Características generales
- Tripulación: Dos
- Capacidad: 160 kg de lastre de agua
- Longitud: 8,6 m (28,1 ft)
- Envergadura: 20 m (65,6 ft)
- Altura: 1,8 m (6 ft)
- Superficie alar: 17,5 m² (188,4 ft²)
- Peso vacío: 461 kg (1016 lb)
- Peso cargado: 750 kg (1653 lb)
- Planta motriz: 1× motor de dos tiempos bicilíndrico Solo 2350C.
  - Potencia: 22 kW (30 HP; 30 CV)
- Hélices: DG bipala de paso fijo
- Alargamiento: 22,8

### Rendimiento
- Velocidad nunca excedida (Vne): 270 km/h (168 MPH; 146 kt)
- Alcance: km
- Radio de acción: km
- Alcance en combate: km
- Alcance en ferry: km
- Régimen de ascenso: 1,3 m/s (260 pies/min) (motor encendido, aire en calma)
- Tasa máxima de planeo: 46,5
- Régimen de descenso: 0,5 m/s (98 pies/min) (motor apagado y retraído)

## Aeronaves relacionadas

### Secuencias de designación
- Secuencia DG-_ (interna de Glaser-Dirks y DG Flugzeugbau): ← DG-500 - DG-600 - DG-800 - DG-1000
- Secuencia TG-_ (Planeadores de Entrenamiento estadounidenses, 1962-presente): ← TG-12 - TG-14 - TG-15A/B - TG-16